# Сури-Контиоярви
Су́ри-Ко́нтиоя́рви (Сури-Контио-ярви, Суури-Контио-ярви; фин. Suuri Kontiojärvi) — озеро на территории Найстенъярвского сельского поселения Суоярвского района Республики Карелия.

## Общие сведения
Площадь озера — 3 км², площадь водосборного бассейна — 336 км². Располагается на высоте 177,3 метров над уровнем моря.
Форма озера лопастная, продолговатая: вытянуто с севера на юг. Берега изрезанные, каменисто-песчаные, местами заболоченные.
С севера в озеро втекает река Мянтюйоки (фин. Mäntyjoki), несущая воды из озёр Кивиярви, Варпаярви, Алинен-Лиусъярви и Илинен-Лиусъярви и далее, протекая озеро Мянтюярви и в нижнем течении меняя название на Контиойоки, течёт через озеро Сури-Контиоярви, после чего, втекая в озеро Чудоярви, сообщается с рекой Тарасйоки.
В озере около десятка островов различной площади.
Населённые пункты возле озера отсутствуют. Ближайший — посёлок Костомукса — расположен в 21 км к ВЮВ от озера.
С южной стороны озера проходит грунтовая дорога местного значения без наименования.
Название озера переводится с финского языка как «большое медвежье озеро».
Код объекта в государственном водном реестре — 01040100111102000016740.